# Адлог
Адло́г (полукалька с англ. adposition), реже прило́г — лингвистический термин, используемый как общее название для предлогов и послелогов (а также некоторых более редких классов слов). Адлоги — это служебные слова, в предложении примыкающие к существительным (также к местоимениям-существительным и другим функционально близким частям речи) и маркирующие их синтаксическую зависимость от другого слова (например, глагола или другого существительного). Адлог, расположенный перед словом, к которому он относится, называют предлогом, после соответствующего слова — послелогом. Поскольку во многих языках используются почти исключительно предлоги (как в русском) или почти исключительно послелоги (как в китайском), общий термин «адлог» употребляется достаточно редко и не выходит за рамки специальных текстов по лингвистике. В «Большой российской энциклопедии» в аналогичном значении использовано выражение «релятивные слова».

## Варианты определения
Во многих научных трудах адлогам не дают содержательного определения, а определяют их как совокупность предлогов и послелогов, или же предлогов, послелогов и так называемых circumpositions (см. ниже).
Клод Ажеж предложил следующее содержательное определение адлогов:
Адлог — это неразложимое или разложимое служебное слово, составляющее адложную группу с элементом, который оно соотносит, подобно падежным аффиксам, с другой языковой единицей посредством маркирования грамматических и семантических связей между ними.
Клод Ажеж, «Adpositions», с. 8 
Мэтью Драйер во «Всемирном атласе языковых структур» использует следующее рабочее определение: адлогами считаются слова, которые «сочетаются с именной группой и выражают грамматическое или семантическое отношение этой именной группы к глаголу в клаузе». Но, как отмечает Драйер, могут считаться адлогами и слова, выражающие отношение именной группы к существительному.

## Позиционные типы адлогов
Адлоги занимают в предложении более или менее фиксированную позицию относительно комплемента — слова, синтаксическую зависимость которого они маркируют. Наиболее распространённые в языках мира позиционные типы адлогов — это предлоги (стоящие перед комплементом) и послелоги (стоящие после него). Некоторые адлоги употребляются и в качестве предлогов, и в качестве послелогов (ср. рус. ради смеха и смеха ради). В некоторых языках встречаются также составные адлоги, у которых один компонент располагается перед комплементом, а второй после него. В англоязычной терминологии такой тип называется circumposition. Кроме того, можно выделить в особую категорию адлоги, которые располагаются внутри именной группы комплемента, то есть могут находиться между существительным-комплементом и его зависимым; к таким адлогам применяется англоязычный термин inposition.

## Прочие грамматические свойства адлогов
Грамматические свойства адлогов различаются от языка к языку, равно как и внутри одного языка. О позиционных различиях адлогов сказано выше.
Адлог может управлять падежом своего комплемента (как все адлоги русского языка), однако в ряде языков (особенно агглютинативных) многие адлоги сочетаются с комплементом в немаркированной (номинативной) форме — такие случаи могут не рассматриваться как управление. В некоторых языках падежи отсутствуют и существительное с адлогом выступает в том же виде, что и без адлога (как в китайском).
Во многих языках адлоги, как и другие служебные слова, являются неизменяемыми (в частности, в русском). Но это не всегда так: например, во многих тюркских и уральских языках к послелогам могут присоединяться притяжательные лично-числовые суффиксы, то есть послелог фактически изменяется по лицу и числу. Эти суффиксы выполняют (или дублируют) функцию личных местоимений. Так, венгерский послелог mellett ‘около’ может употребляться без суффикса (ház mellett ‘около дома’) или с суффиксом: mellettem ‘около меня’, mellettünk ‘около нас’ и т. д.
Кроме того, в некоторых языках пространственные адлоги сами изменяются по падежам, что позволяет различать местонахождение (где?), направление (куда?), исходный пункт движения (откуда?) и т. д. Так, финский послелог с основой lähi- ‘близко, около’ употребляется в трёх падежных формах: lähellä ‘около чего-л.’ (адессив), lähelle ‘по направлению к чему-л.’ (аллатив) и läheltä ‘от, из окрестности чего-л.’ (аблатив).